# Limbi sino-tibetane
Limbile sino-tibetane sunt o familie de aproximativ 449 (Ethnologue) de limbi din Asia de Est, Asia de Sud-Est și părți din Asia de Sud, incluzând limbile sinitice (chineze) și tibeto-burmane. În numărul de vorbitori nativi le depășește doar familia indo-europeană. Sunt majoritare în China, Thailanda, Birmania, Laos, Bhutan, Nepal, Bangladesh, India, Pakistan. Include cea mai vorbită limbă din lume, limba mandarină, care are 845 milioane de vorbitori. Clasificarea internă a familiei este dezbătută.

## Subgrupuri
Numele familiei lingvistice provine de la cele două subgrupuri recunoscute, cel sinitic și cel tibetobirman. Mult timp s-au inclus și limbile tai-kadai și hmong-mien în același grup, dar acum sunt considerate familii lingvistice diferite, cu excepția lingviștilor chinezi care încă le consideră din aceeași familie. 